# Valles Marineris
Valles Marineris er et område på planeten Mars. Det er et system af 4.000 km lange og fra 2 til 7 km dybe kløfter, der strækker sig langs ækvator.